# EinsPlus
EinsPlus (do 23 kwietnia 2005 EinsMuXx) - kanał niemieckiej telewizji publicznej ARD, należący do pakietu kanałów cyfrowych ARD Digital. Został uruchomiony 30 sierpnia 1997. Siedzibą stacji była w Stuttgarcie, zaś rolę zarządzającego nią członka ARD pełni SWR. 30 września 2016 kanał zakończył nadawanie.